# Rio Bero
O rio Bero é um curso de água do Namibe-Angola que faz parte da Vertente Atlântica.